# 科喬沃區
59°42′40″N 54°10′23″E / 59.711°N 54.173°E
科喬沃區（俄语：Кочёвский район），是俄羅斯的一個區，位於該國中西部，由彼爾姆邊疆區負責管轄，始建於1926年12月15日，面積2,700平方公里，2010年人口11,167，人口密度每平方公里4.14人。